# Lista över fotbollsövergångar i Sverige vintern 2015/2016
Detta är en lista över fotbollsövergångar i Allsvenskan vintern 2015/2016.
Endast övergångar i Allsvenskan är inkluderade.

## Allsvenskan

### AIK
| Nr | Land    | Pos | Namn                                                            |
| -- | ------- | --- | --------------------------------------------------------------- |
|    | Finland | A   | Eero Markkanen (från RoPS)                                      |
| 21 | Sverige | F   | Daniel Sundgren (från Degerfors IF)                             |
| 10 | Sverige | A   | Denni Avdic (från AZ)                                           |
| 19 | Sverige | MF  | Amin Affane (från Arminia Bielefeld)                            |
| 14 | Irak    | MF  | Ahmed Yasin (från Århus)                                        |
| 22 | Sverige | A   | Carlos Strandberg (Inlånad från CSKA Moskva)                    |
|    | Finland | F   | Sauli Väisänen (Återvänder efter utlåning till Helsingfors IFK) |
|    | Sverige | MF  | Christos Gravius (Återvänder efter utlåning till Vasalunds IF)  |

| Nr | Land    | Pos | Namn                                                            |
| -- | ------- | --- | --------------------------------------------------------------- |
|    | Finland | A   | Eero Markkanen (från RoPS)                                      |
| 21 | Sverige | F   | Daniel Sundgren (från Degerfors IF)                             |
| 10 | Sverige | A   | Denni Avdic (från AZ)                                           |
| 19 | Sverige | MF  | Amin Affane (från Arminia Bielefeld)                            |
| 14 | Irak    | MF  | Ahmed Yasin (från Århus)                                        |
| 22 | Sverige | A   | Carlos Strandberg (Inlånad från CSKA Moskva)                    |
|    | Finland | F   | Sauli Väisänen (Återvänder efter utlåning till Helsingfors IFK) |
|    | Sverige | MF  | Christos Gravius (Återvänder efter utlåning till Vasalunds IF)  |

| Nr | Land         | Pos | Namn                                                      |
| -- | ------------ | --- | --------------------------------------------------------- |
| 10 | Eritrea      | A   | Henok Goitom (till Getafe)                                |
| 14 | England      | F   | Kenny Pavey (till Assyriska FF)                           |
| 23 | Sierra Leone | A   | Mohamed Bangura (till Dalian Yifang)                      |
|    | Sverige      | MF  | Edward Owusu (till Piteå IF)                              |
| 18 | Sverige      | F   | Noah Sonko Sundberg (Utlånad till GIF Sundsvall)          |
|    | Sverige      | MF  | William Sheriff (Utlånad till Nyköpings BIS)              |
| 15 | Argentina    | MF  | Gabriel Ferreyra (Återvänder efter lån från Boca Juniors) |
| 16 | Brasilien    | F   | Alex Pereira (Återvänder efter lån från AFC United)       |

| Nr | Land         | Pos | Namn                                                      |
| -- | ------------ | --- | --------------------------------------------------------- |
| 10 | Eritrea      | A   | Henok Goitom (till Getafe)                                |
| 14 | England      | F   | Kenny Pavey (till Assyriska FF)                           |
| 23 | Sierra Leone | A   | Mohamed Bangura (till Dalian Yifang)                      |
|    | Sverige      | MF  | Edward Owusu (till Piteå IF)                              |
| 18 | Sverige      | F   | Noah Sonko Sundberg (Utlånad till GIF Sundsvall)          |
|    | Sverige      | MF  | William Sheriff (Utlånad till Nyköpings BIS)              |
| 15 | Argentina    | MF  | Gabriel Ferreyra (Återvänder efter lån från Boca Juniors) |
| 16 | Brasilien    | F   | Alex Pereira (Återvänder efter lån från AFC United)       |

### BK Häcken
| Nr | Land    | Pos | Namn                                       |
| -- | ------- | --- | ------------------------------------------ |
|    | Finland | MF  | Rasmus Schüller (från HJK Helsingfors)     |
|    | Gambia  | A   | Demba Savage (från HJK Helsingfors)        |
|    | Sverige | F   | Niclas Andersén (från Ljungskile SK)       |
|    | Nigeria | A   | John Owoeri (från Åtvidabergs FF)          |
|    | Ghana   | F   | Baba Mensah (Inlånad från Inter Allies)    |
|    | Sverige | MF  | Albin Skoglund (Uppflyttad från U19-laget) |

| Nr | Land    | Pos | Namn                                       |
| -- | ------- | --- | ------------------------------------------ |
|    | Finland | MF  | Rasmus Schüller (från HJK Helsingfors)     |
|    | Gambia  | A   | Demba Savage (från HJK Helsingfors)        |
|    | Sverige | F   | Niclas Andersén (från Ljungskile SK)       |
|    | Nigeria | A   | John Owoeri (från Åtvidabergs FF)          |
|    | Ghana   | F   | Baba Mensah (Inlånad från Inter Allies)    |
|    | Sverige | MF  | Albin Skoglund (Uppflyttad från U19-laget) |

| Nr | Land          | Pos | Namn                                  |
| -- | ------------- | --- | ------------------------------------- |
| 31 | Nederländerna | A   | Michiel Hemmen (Klubb ej klar)        |
| 8  | Sverige       | MF  | Ivo Pekalski (till Halmstads BK)      |
| 20 | Sverige       | F   | Tom Söderberg (till Dalkurd FF)       |
| 13 | Sverige       | MF  | Sebastian Ohlsson (till Degerfors IF) |
| 6  | Sverige       | F   | David Frölund (till Ljungskile SK)    |
|    | Sverige       | F   | Ronald Mukiibi (till Östersunds FK)   |

| Nr | Land          | Pos | Namn                                  |
| -- | ------------- | --- | ------------------------------------- |
| 31 | Nederländerna | A   | Michiel Hemmen (Klubb ej klar)        |
| 8  | Sverige       | MF  | Ivo Pekalski (till Halmstads BK)      |
| 20 | Sverige       | F   | Tom Söderberg (till Dalkurd FF)       |
| 13 | Sverige       | MF  | Sebastian Ohlsson (till Degerfors IF) |
| 6  | Sverige       | F   | David Frölund (till Ljungskile SK)    |
|    | Sverige       | F   | Ronald Mukiibi (till Östersunds FK)   |

### Djurgårdens IF
| Nr | Land      | Pos | Namn                                                 |
| -- | --------- | --- | ---------------------------------------------------- |
|    | Sverige   | F   | Jacob Une Larsson (från IF Brommapojkarna)           |
|    | Zimbabwe  | A   | Tino Kadewere (från Harare City)                     |
|    | Sydkorea  | MF  | Seon-Min Moon (från Östersunds FK)                   |
|    | Sydafrika | MF  | Mihlali Mabhuti Mayambela (från Cape Town All Stars) |
|    | Sverige   | F   | Marcus Hansson (från Tromsø)                         |
|    | Sverige   | F   | Jonathan Augustinsson (från IF Brommapojkarna)       |
|    | Kenya     | A   | Michael Olunga (från Gor Mahia)                      |
|    | Sverige   | A   | Mathias Ranégie (Inlånad från Watford)               |
|    | Sverige   | MF  | Besard Sabovic (Uppflyttad från U19-laget)           |

| Nr | Land      | Pos | Namn                                                 |
| -- | --------- | --- | ---------------------------------------------------- |
|    | Sverige   | F   | Jacob Une Larsson (från IF Brommapojkarna)           |
|    | Zimbabwe  | A   | Tino Kadewere (från Harare City)                     |
|    | Sydkorea  | MF  | Seon-Min Moon (från Östersunds FK)                   |
|    | Sydafrika | MF  | Mihlali Mabhuti Mayambela (från Cape Town All Stars) |
|    | Sverige   | F   | Marcus Hansson (från Tromsø)                         |
|    | Sverige   | F   | Jonathan Augustinsson (från IF Brommapojkarna)       |
|    | Kenya     | A   | Michael Olunga (från Gor Mahia)                      |
|    | Sverige   | A   | Mathias Ranégie (Inlånad från Watford)               |
|    | Sverige   | MF  | Besard Sabovic (Uppflyttad från U19-laget)           |

| Nr | Land     | Pos | Namn                                          |
| -- | -------- | --- | --------------------------------------------- |
| 3  | Sverige  | F   | Fredrik Stenman (till IFK Lidingö)            |
| 2  | Sverige  | F   | Jesper Arvidsson (till Vålerengen)            |
|    | Sverige  | F   | Jakob Glasberg (till IK Frej)                 |
|    | Sverige  | A   | Tim Söderström (till Assyriska FF)            |
| 25 | Sverige  | MV  | Oscar Jonsson (Utlånad till Håbo FF)          |
| 13 | Sverige  | F   | Emil Bergström (till Rubin Kazan)             |
| 19 | Sydkorea | MF  | Yoon Soo-Yong (Utlånad till Assyriska FF)     |
| 16 | Sverige  | A   | Sebastian Andersson (till IFK Norrköping)     |
| 32 | Sverige  | F   | Michael Jahn (Utlånad till Husqvarna FF)      |
|    | Sverige  | F   | Kevin Deeromram (Utlånad till Åtvidabergs FF) |

| Nr | Land     | Pos | Namn                                          |
| -- | -------- | --- | --------------------------------------------- |
| 3  | Sverige  | F   | Fredrik Stenman (till IFK Lidingö)            |
| 2  | Sverige  | F   | Jesper Arvidsson (till Vålerengen)            |
|    | Sverige  | F   | Jakob Glasberg (till IK Frej)                 |
|    | Sverige  | A   | Tim Söderström (till Assyriska FF)            |
| 25 | Sverige  | MV  | Oscar Jonsson (Utlånad till Håbo FF)          |
| 13 | Sverige  | F   | Emil Bergström (till Rubin Kazan)             |
| 19 | Sydkorea | MF  | Yoon Soo-Yong (Utlånad till Assyriska FF)     |
| 16 | Sverige  | A   | Sebastian Andersson (till IFK Norrköping)     |
| 32 | Sverige  | F   | Michael Jahn (Utlånad till Husqvarna FF)      |
|    | Sverige  | F   | Kevin Deeromram (Utlånad till Åtvidabergs FF) |

### Falkenbergs FF
| Nr | Land    | Pos | Namn                                                    |
| -- | ------- | --- | ------------------------------------------------------- |
|    | Finland | A   | Akseli Pelvas (från SJK)                                |
| 5  | Sverige | MF  | Amin Nazari (från Malmö FF)                             |
|    | Danmark | F   | Thomas Jul Nielsen (från Sandefjord)                    |
|    | Sverige | A   | Jesper Karlsson (Uppflyttad från U19-laget)             |
|    | Sverige | MF  | Hampus Svensson (Återvänder efter lån till Vinbergs IF) |
|    | Sverige | MV  | Johan Brattberg (Återvänder efter lån till Vinbergs IF) |

| Nr | Land    | Pos | Namn                                                    |
| -- | ------- | --- | ------------------------------------------------------- |
|    | Finland | A   | Akseli Pelvas (från SJK)                                |
| 5  | Sverige | MF  | Amin Nazari (från Malmö FF)                             |
|    | Danmark | F   | Thomas Jul Nielsen (från Sandefjord)                    |
|    | Sverige | A   | Jesper Karlsson (Uppflyttad från U19-laget)             |
|    | Sverige | MF  | Hampus Svensson (Återvänder efter lån till Vinbergs IF) |
|    | Sverige | MV  | Johan Brattberg (Återvänder efter lån till Vinbergs IF) |

| Nr | Land        | Pos | Namn                                                       |
| -- | ----------- | --- | ---------------------------------------------------------- |
| 21 | Nya Zeeland | MF  | Dan Keat (till GAIS)                                       |
| 6  | Sverige     | MF  | Rasmus Andersson (till Ørn-Horten)                         |
| 19 | Sverige     | MF  | Johan Svahn (till IFK Värnamo)                             |
| 20 | Sverige     | MF  | Calle Wede (till Helsingborgs IF)                          |
| 13 | Sverige     | F   | Adam Eriksson (till Helsingborgs IF)                       |
| 24 | Sverige     | MV  | Johan Brattberg (Utlånad till Eskilsminne IF)              |
| 10 | Ghana       | A   | Godsway Donyoh (Återvänder efter lån från Manchester City) |

| Nr | Land        | Pos | Namn                                                       |
| -- | ----------- | --- | ---------------------------------------------------------- |
| 21 | Nya Zeeland | MF  | Dan Keat (till GAIS)                                       |
| 6  | Sverige     | MF  | Rasmus Andersson (till Ørn-Horten)                         |
| 19 | Sverige     | MF  | Johan Svahn (till IFK Värnamo)                             |
| 20 | Sverige     | MF  | Calle Wede (till Helsingborgs IF)                          |
| 13 | Sverige     | F   | Adam Eriksson (till Helsingborgs IF)                       |
| 24 | Sverige     | MV  | Johan Brattberg (Utlånad till Eskilsminne IF)              |
| 10 | Ghana       | A   | Godsway Donyoh (Återvänder efter lån från Manchester City) |

### Gefle IF
| Nr | Land      | Pos | Namn                                                         |
| -- | --------- | --- | ------------------------------------------------------------ |
|    | Sverige   | F   | Anton Lans (från IF Elfsborg)                                |
|    | Sverige   | MV  | Andreas Andersson (från IK Sirius)                           |
|    | Norge     | F   | Simen Rafn (från Fredrikstad)                                |
|    | Finland   | MF  | Simon Skrabb (Inlånad från Jaro)                             |
|    | Frankrike | F   | Joshua Nadeau (från AEL Limassol)                            |
|    | Sverige   | MV  | Viktor Frodig (Uppflyttad från U19-laget)                    |
|    | Sverige   | A   | Emil Bellander (Återvänder efter lån till IF Brommapojkarna) |

| Nr | Land      | Pos | Namn                                                         |
| -- | --------- | --- | ------------------------------------------------------------ |
|    | Sverige   | F   | Anton Lans (från IF Elfsborg)                                |
|    | Sverige   | MV  | Andreas Andersson (från IK Sirius)                           |
|    | Norge     | F   | Simen Rafn (från Fredrikstad)                                |
|    | Finland   | MF  | Simon Skrabb (Inlånad från Jaro)                             |
|    | Frankrike | F   | Joshua Nadeau (från AEL Limassol)                            |
|    | Sverige   | MV  | Viktor Frodig (Uppflyttad från U19-laget)                    |
|    | Sverige   | A   | Emil Bellander (Återvänder efter lån till IF Brommapojkarna) |

| Nr | Land       | Pos | Namn                                                  |
| -- | ---------- | --- | ----------------------------------------------------- |
| 4  | Sverige    | F   | Anders Wikström (Slutar)                              |
| 3  | Sverige    | F   | Jonas Olsson (till Carlstad United BK)                |
| 2  | Kosovo     | F   | Ilir Berisha (till Flamurtari Vlorë)                  |
| 19 | Sverige    | MF  | Christoffer Aspgren (till Sandvikens IF)              |
| 23 | Sverige    | F   | Mark da Silva Lindström (Klubb ej klar)               |
| 22 | Sverige    | MV  | Sasa Sjanic (Klubb ej klar)                           |
| 8  | Sverige    | MF  | Erik Olsson (Klubb ej klar)                           |
| 16 | Sverige    | F   | David Fällman (till Dalian Transcendence)             |
| 30 | Sverige    | MV  | Oskar Larsson (Utlånad till Egersund)                 |
| 11 | Sverige    | A   | Dardan Mustafa (till Örgryte IS)                      |
| 25 | Montenegro | MV  | Zoran Akovic (Återvänder efter lån från Husqvarna FF) |

| Nr | Land       | Pos | Namn                                                  |
| -- | ---------- | --- | ----------------------------------------------------- |
| 4  | Sverige    | F   | Anders Wikström (Slutar)                              |
| 3  | Sverige    | F   | Jonas Olsson (till Carlstad United BK)                |
| 2  | Kosovo     | F   | Ilir Berisha (till Flamurtari Vlorë)                  |
| 19 | Sverige    | MF  | Christoffer Aspgren (till Sandvikens IF)              |
| 23 | Sverige    | F   | Mark da Silva Lindström (Klubb ej klar)               |
| 22 | Sverige    | MV  | Sasa Sjanic (Klubb ej klar)                           |
| 8  | Sverige    | MF  | Erik Olsson (Klubb ej klar)                           |
| 16 | Sverige    | F   | David Fällman (till Dalian Transcendence)             |
| 30 | Sverige    | MV  | Oskar Larsson (Utlånad till Egersund)                 |
| 11 | Sverige    | A   | Dardan Mustafa (till Örgryte IS)                      |
| 25 | Montenegro | MV  | Zoran Akovic (Återvänder efter lån från Husqvarna FF) |

### GIF Sundsvall
| Nr | Land    | Pos | Namn                                               |
| -- | ------- | --- | -------------------------------------------------- |
|    | Sverige | MF  | Robin Tranberg (från Varbergs BoIS)                |
|    | Sverige | F   | Eric Björkander (från Mjällby AIF)                 |
|    | Island  | MF  | Kristinn Steindórsson (från Columbus Crew)         |
|    | Sverige | MF  | Amaro Bathijar (från Ånge IF)                      |
|    | Sverige | A   | Stefan Silva (från IK Sirius)                      |
|    | Sverige | F   | Noah Sonko Sundberg (Inlånad från AIK)             |
|    | Sverige | MF  | Smajl Suljevic (Återvänder efter lån till IK Frej) |

| Nr | Land    | Pos | Namn                                               |
| -- | ------- | --- | -------------------------------------------------- |
|    | Sverige | MF  | Robin Tranberg (från Varbergs BoIS)                |
|    | Sverige | F   | Eric Björkander (från Mjällby AIF)                 |
|    | Island  | MF  | Kristinn Steindórsson (från Columbus Crew)         |
|    | Sverige | MF  | Amaro Bathijar (från Ånge IF)                      |
|    | Sverige | A   | Stefan Silva (från IK Sirius)                      |
|    | Sverige | F   | Noah Sonko Sundberg (Inlånad från AIK)             |
|    | Sverige | MF  | Smajl Suljevic (Återvänder efter lån till IK Frej) |

| Nr | Land    | Pos | Namn                                      |
| -- | ------- | --- | ----------------------------------------- |
| 91 | Sverige | A   | Leo Englund (till Umeå FC)                |
|    | Sverige | F   | Robert Hammarstedt (till Piteå IF)        |
| 7  | Sverige | MF  | Daniel Sliper (till Assyriska FF)         |
| 16 | Sverige | MF  | Simon Helg (till Åtvidabergs FF)          |
| 5  | Island  | F   | Jón Guðni Fjóluson (till IFK Norrköping)  |
| 19 | Sverige | MF  | Adam Chennoufi (till Dubai SC)            |
| 2  | Sverige | F   | Joakim Nilsson (till IF Elfsborg)         |
| 27 | Sverige | MF  | Granit Buzuku (Utlånad till IFK Luleå)    |
| 35 | Sverige | MV  | Jonathan Malmberg (Utlånad till Levanger) |

| Nr | Land    | Pos | Namn                                      |
| -- | ------- | --- | ----------------------------------------- |
| 91 | Sverige | A   | Leo Englund (till Umeå FC)                |
|    | Sverige | F   | Robert Hammarstedt (till Piteå IF)        |
| 7  | Sverige | MF  | Daniel Sliper (till Assyriska FF)         |
| 16 | Sverige | MF  | Simon Helg (till Åtvidabergs FF)          |
| 5  | Island  | F   | Jón Guðni Fjóluson (till IFK Norrköping)  |
| 19 | Sverige | MF  | Adam Chennoufi (till Dubai SC)            |
| 2  | Sverige | F   | Joakim Nilsson (till IF Elfsborg)         |
| 27 | Sverige | MF  | Granit Buzuku (Utlånad till IFK Luleå)    |
| 35 | Sverige | MV  | Jonathan Malmberg (Utlånad till Levanger) |

### Hammarby IF
| Nr | Land      | Pos | Namn                                              |
| -- | --------- | --- | ------------------------------------------------- |
|    | Ghana     | F   | Joseph Aidoo (från Inter Allies)                  |
|    | Island    | MF  | Arnór Smárason (från Helsingborgs IF)             |
|    | Sverige   | MF  | Melker Hallberg (Inlånad från Udinese)            |
|    | Brasilien | A   | Alex (Inlånad från Resende)                       |
|    | Brasilien | A   | Rômulo (från Friburguense)                        |
|    | Liberia   | A   | Amadaiya Rennie (Återvänder efter lån till Brann) |

| Nr | Land      | Pos | Namn                                              |
| -- | --------- | --- | ------------------------------------------------- |
|    | Ghana     | F   | Joseph Aidoo (från Inter Allies)                  |
|    | Island    | MF  | Arnór Smárason (från Helsingborgs IF)             |
|    | Sverige   | MF  | Melker Hallberg (Inlånad från Udinese)            |
|    | Brasilien | A   | Alex (Inlånad från Resende)                       |
|    | Brasilien | A   | Rômulo (från Friburguense)                        |
|    | Liberia   | A   | Amadaiya Rennie (Återvänder efter lån till Brann) |

| Nr | Land    | Pos | Namn                                                 |
| -- | ------- | --- | ---------------------------------------------------- |
| 21 | Norge   | MF  | Jan Gunnar Solli (Slutar)                            |
| 15 | Sverige | MF  | Viktor Nordin (till Sandvikens IF)                   |
| 11 | Sverige | A   | Pablo Piñones-Arce (till IF Brommapojkarna)          |
| 17 | Sverige | A   | Linus Hallenius (till Helsingborgs IF)               |
| 24 | Sverige | MV  | William Eskelinen (Utlånad till IFK Aspudden-Tellus) |
| 22 | Norge   | MF  | Lars Fuhre (till Mjøndalen)                          |
| 7  | Sverige | A   | Jakob Orlov (Återvänder efter lån från Brann)        |

| Nr | Land    | Pos | Namn                                                 |
| -- | ------- | --- | ---------------------------------------------------- |
| 21 | Norge   | MF  | Jan Gunnar Solli (Slutar)                            |
| 15 | Sverige | MF  | Viktor Nordin (till Sandvikens IF)                   |
| 11 | Sverige | A   | Pablo Piñones-Arce (till IF Brommapojkarna)          |
| 17 | Sverige | A   | Linus Hallenius (till Helsingborgs IF)               |
| 24 | Sverige | MV  | William Eskelinen (Utlånad till IFK Aspudden-Tellus) |
| 22 | Norge   | MF  | Lars Fuhre (till Mjøndalen)                          |
| 7  | Sverige | A   | Jakob Orlov (Återvänder efter lån från Brann)        |

### Helsingborgs IF
| Nr | Land     | Pos | Namn                                                   |
| -- | -------- | --- | ------------------------------------------------------ |
|    | Sverige  | MF  | Calle Wede (från Falkenbergs FF)                       |
|    | Sverige  | F   | Adam Eriksson (från Falkenbergs FF)                    |
|    | Kanada   | MV  | Tomer Chencinski (från Santa Claus)                    |
|    | Sverige  | F   | Viktor Ljung (från Halmstads BK)                       |
|    | Danmark  | MF  | Martin Christensen (från Åtvidabergs FF)               |
|    | Zimbabwe | A   | Matthew Rusike (från Halmstads BK)                     |
|    | Sverige  | A   | Linus Hallenius (från Hammarby IF)                     |
|    | Sverige  | A   | Moustafa Zeidan (från Aston Villa)                     |
|    | Sverige  | F   | Jonathan Larsson (Uppflyttad från U19-laget)           |
|    | Sverige  | F   | Felix Bindelöv (Uppflyttad från U19-laget)             |
|    | Sverige  | A   | Anton Kinnander (Återvänder efter lån till Motala AIF) |

| Nr | Land     | Pos | Namn                                                   |
| -- | -------- | --- | ------------------------------------------------------ |
|    | Sverige  | MF  | Calle Wede (från Falkenbergs FF)                       |
|    | Sverige  | F   | Adam Eriksson (från Falkenbergs FF)                    |
|    | Kanada   | MV  | Tomer Chencinski (från Santa Claus)                    |
|    | Sverige  | F   | Viktor Ljung (från Halmstads BK)                       |
|    | Danmark  | MF  | Martin Christensen (från Åtvidabergs FF)               |
|    | Zimbabwe | A   | Matthew Rusike (från Halmstads BK)                     |
|    | Sverige  | A   | Linus Hallenius (från Hammarby IF)                     |
|    | Sverige  | A   | Moustafa Zeidan (från Aston Villa)                     |
|    | Sverige  | F   | Jonathan Larsson (Uppflyttad från U19-laget)           |
|    | Sverige  | F   | Felix Bindelöv (Uppflyttad från U19-laget)             |
|    | Sverige  | A   | Anton Kinnander (Återvänder efter lån till Motala AIF) |

| Nr | Land    | Pos | Namn                                   |
| -- | ------- | --- | -------------------------------------- |
| 7  | Sverige | MF  | Mattias Lindström (Slutar)             |
| 30 | Sverige | MV  | Pär Hansson (till Feyenoord)           |
| 21 | Libanon | A   | Mohamed Ramadan (till FC Rosengård)    |
| 9  | Sverige | A   | Robin Simovic (till Nagoya Grampus)    |
| 11 | Island  | MF  | Arnór Smárason (till Hammarby IF)      |
| 28 | Finland | F   | Jere Uronen (till Genk)                |
| 32 | Sverige | F   | Gustav Jarl (till Assyriska FF)        |
| 22 | Sverige | A   | Rade Prica (till Maccabi Petah Tikva)  |
| 20 | Ghana   | MF  | Ema Boateng (till Los Angeles Galaxy)  |
| 4  | Sverige | F   | Fredrik Widlund (till Kristianstad FC) |
|    | Sverige | MF  | Elias Andersson (till Varbergs BoIS)   |

| Nr | Land    | Pos | Namn                                   |
| -- | ------- | --- | -------------------------------------- |
| 7  | Sverige | MF  | Mattias Lindström (Slutar)             |
| 30 | Sverige | MV  | Pär Hansson (till Feyenoord)           |
| 21 | Libanon | A   | Mohamed Ramadan (till FC Rosengård)    |
| 9  | Sverige | A   | Robin Simovic (till Nagoya Grampus)    |
| 11 | Island  | MF  | Arnór Smárason (till Hammarby IF)      |
| 28 | Finland | F   | Jere Uronen (till Genk)                |
| 32 | Sverige | F   | Gustav Jarl (till Assyriska FF)        |
| 22 | Sverige | A   | Rade Prica (till Maccabi Petah Tikva)  |
| 20 | Ghana   | MF  | Ema Boateng (till Los Angeles Galaxy)  |
| 4  | Sverige | F   | Fredrik Widlund (till Kristianstad FC) |
|    | Sverige | MF  | Elias Andersson (till Varbergs BoIS)   |

### IF Elfsborg
| Nr | Land    | Pos | Namn                                          |
| -- | ------- | --- | --------------------------------------------- |
|    | Sverige | A   | Viktor Prodell (från Mechelen)                |
|    | Norge   | F   | Jörgen Horn (från Strømsgodset)               |
|    | Danmark | F   | Anders Randrup (från Västsjälland)            |
|    | Sverige | F   | Joakim Nilsson (från GIF Sundsvall)           |
|    | Norge   | MF  | Thomas Kind Bendiksen (Inlånad från Molde)    |
|    | Sverige | MF  | Rasmus Rosenqvist (Uppflyttad från U19-laget) |

| Nr | Land    | Pos | Namn                                          |
| -- | ------- | --- | --------------------------------------------- |
|    | Sverige | A   | Viktor Prodell (från Mechelen)                |
|    | Norge   | F   | Jörgen Horn (från Strømsgodset)               |
|    | Danmark | F   | Anders Randrup (från Västsjälland)            |
|    | Sverige | F   | Joakim Nilsson (från GIF Sundsvall)           |
|    | Norge   | MF  | Thomas Kind Bendiksen (Inlånad från Molde)    |
|    | Sverige | MF  | Rasmus Rosenqvist (Uppflyttad från U19-laget) |

| Nr | Land    | Pos | Namn                                                     |
| -- | ------- | --- | -------------------------------------------------------- |
| 8  | Sverige | MF  | Anders Svensson (Slutar)                                 |
| 15 | Sverige | F   | Andreas Klarström (till Fristads GoIF)                   |
| 5  | Sverige | F   | Anton Lans (till Gefle IF)                               |
| 13 | Sverige | MF  | Arber Zeneli (till Heerenveen)                           |
| 20 | Sverige | MF  | Arjan Mostafa (till Zakho)                               |
| 12 | Sverige | F   | Sebastian Holmén (till Dynamo Moskva)                    |
| 25 | Norge   | F   | Niklas Gunnarsson (Återvänder efter lån från Vålerengen) |

| Nr | Land    | Pos | Namn                                                     |
| -- | ------- | --- | -------------------------------------------------------- |
| 8  | Sverige | MF  | Anders Svensson (Slutar)                                 |
| 15 | Sverige | F   | Andreas Klarström (till Fristads GoIF)                   |
| 5  | Sverige | F   | Anton Lans (till Gefle IF)                               |
| 13 | Sverige | MF  | Arber Zeneli (till Heerenveen)                           |
| 20 | Sverige | MF  | Arjan Mostafa (till Zakho)                               |
| 12 | Sverige | F   | Sebastian Holmén (till Dynamo Moskva)                    |
| 25 | Norge   | F   | Niklas Gunnarsson (Återvänder efter lån från Vålerengen) |

### IFK Göteborg
| Nr | Land    | Pos | Namn                                                |
| -- | ------- | --- | --------------------------------------------------- |
| 21 | Norge   | F   | Benjamin Zalo (från Ørn-Horten)                     |
| 25 | Sverige | MV  | Erik Dahlin (från IK Oddevold)                      |
| 10 | Sverige | A   | Tobias Hysén (från Shanghai SIPG)                   |
| 3  | Island  | F   | Hjörtur Hermannsson (Inlånad från PSV Eindhoven)    |
| 26 | Sverige | A   | Patrik Karlsson Lagemyr (uppflyttad från U19-laget) |
| 31 | Sverige | MV  | Oliver Gustafsson (från Gais)                       |
| 13 | Sverige | MF  | Mauricio Albornoz (Inlånad från Åtvidabergs FF)     |

| Nr | Land    | Pos | Namn                                                |
| -- | ------- | --- | --------------------------------------------------- |
| 21 | Norge   | F   | Benjamin Zalo (från Ørn-Horten)                     |
| 25 | Sverige | MV  | Erik Dahlin (från IK Oddevold)                      |
| 10 | Sverige | A   | Tobias Hysén (från Shanghai SIPG)                   |
| 3  | Island  | F   | Hjörtur Hermannsson (Inlånad från PSV Eindhoven)    |
| 26 | Sverige | A   | Patrik Karlsson Lagemyr (uppflyttad från U19-laget) |
| 31 | Sverige | MV  | Oliver Gustafsson (från Gais)                       |
| 13 | Sverige | MF  | Mauricio Albornoz (Inlånad från Åtvidabergs FF)     |

| Nr | Land    | Pos | Namn                                             |
| -- | ------- | --- | ------------------------------------------------ |
|    | Sverige | A   | Victor Edvardsen (till Elverum)                  |
| 12 | Sverige | MV  | Marcus Sandberg (till Vålerenga)                 |
| 26 | Sverige | MF  | Karl Bohm (till Utsiktens BK)                    |
|    | Sverige | F   | Patrick Dyrestam (Utlånad till Ängelholms FF)    |
| 13 | Sverige | MF  | Gustav Svensson (till Guangzhou R&F)             |
|    | Senegal | A   | Malick Mané (till FC Taraz)                      |
| 25 | Sverige | MV  | Johan Hagman (Klubb ej klar)                     |
| 10 | Finland | A   | Riku Riski (Återvänder efter lån från Rosenborg) |

| Nr | Land    | Pos | Namn                                             |
| -- | ------- | --- | ------------------------------------------------ |
|    | Sverige | A   | Victor Edvardsen (till Elverum)                  |
| 12 | Sverige | MV  | Marcus Sandberg (till Vålerenga)                 |
| 26 | Sverige | MF  | Karl Bohm (till Utsiktens BK)                    |
|    | Sverige | F   | Patrick Dyrestam (Utlånad till Ängelholms FF)    |
| 13 | Sverige | MF  | Gustav Svensson (till Guangzhou R&F)             |
|    | Senegal | A   | Malick Mané (till FC Taraz)                      |
| 25 | Sverige | MV  | Johan Hagman (Klubb ej klar)                     |
| 10 | Finland | A   | Riku Riski (Återvänder efter lån från Rosenborg) |

### IFK Norrköping
| Nr | Land    | Pos | Namn                                                   |
| -- | ------- | --- | ------------------------------------------------------ |
|    | Island  | F   | Jón Guðni Fjóluson (från GIF Sundsvall)                |
|    | Sverige | MF  | Eric Smith (från Halmstads BK)                         |
|    | Sverige | MF  | Andreas Blomqvist (från Ålborg)                        |
|    | Sverige | A   | Sebastian Andersson (från Djurgårdens IF)              |
|    | Sverige | F   | Henrik Castegren (Återvänder efter lån till IF Sylvia) |
|    | Sverige | F   | Erik Lindell (Återvänder efter lån till IF Sylvia)     |

| Nr | Land    | Pos | Namn                                                   |
| -- | ------- | --- | ------------------------------------------------------ |
|    | Island  | F   | Jón Guðni Fjóluson (från GIF Sundsvall)                |
|    | Sverige | MF  | Eric Smith (från Halmstads BK)                         |
|    | Sverige | MF  | Andreas Blomqvist (från Ålborg)                        |
|    | Sverige | A   | Sebastian Andersson (från Djurgårdens IF)              |
|    | Sverige | F   | Henrik Castegren (Återvänder efter lån till IF Sylvia) |
|    | Sverige | F   | Erik Lindell (Återvänder efter lån till IF Sylvia)     |

| Nr | Land    | Pos | Namn                                   |
| -- | ------- | --- | -------------------------------------- |
| 26 | Sverige | F   | Adnan Kojic (till Halmstads BK)        |
| 8  | Sverige | MF  | Rawez Lawan (till Dalkurd FF)          |
| 23 | Sverige | F   | David Boo Wiklander (Klubb ej klar)    |
| 29 | Sverige | MV  | Edvard Setterberg (till Nyköpings BIS) |
| 7  | Sverige | MF  | Alexander Fransson (till Basel)        |
| 19 | Sverige | MF  | Mirza Halvadzic (till Željezničar)     |

| Nr | Land    | Pos | Namn                                   |
| -- | ------- | --- | -------------------------------------- |
| 26 | Sverige | F   | Adnan Kojic (till Halmstads BK)        |
| 8  | Sverige | MF  | Rawez Lawan (till Dalkurd FF)          |
| 23 | Sverige | F   | David Boo Wiklander (Klubb ej klar)    |
| 29 | Sverige | MV  | Edvard Setterberg (till Nyköpings BIS) |
| 7  | Sverige | MF  | Alexander Fransson (till Basel)        |
| 19 | Sverige | MF  | Mirza Halvadzic (till Željezničar)     |

### Jönköpings Södra
| Nr | Land    | Pos | Namn                                        |
| -- | ------- | --- | ------------------------------------------- |
|    | Sverige | MF  | Adam Fägerhag (från Tibro AIK)              |
|    | Sverige | MF  | Dzenis Kozica (från IFK Värnamo)            |
|    | Norge   | A   | Johan Gulliksen (från Fram Larvik)          |
|    | Nigeria | MF  | Moses Ogbu (från IK Sirius)                 |
|    | Norge   | MF  | Stian Aasmundsen (från Mjøndalen)           |
|    | Polen   | A   | Pawel Cibicki (Inlånad från Malmö FF)       |
|    | Spanien | F   | Alex Portillo (från Marbella)               |
| 20 | Sverige | A   | Markus Tegebäck (Uppflyttad från U19-laget) |

| Nr | Land    | Pos | Namn                                        |
| -- | ------- | --- | ------------------------------------------- |
|    | Sverige | MF  | Adam Fägerhag (från Tibro AIK)              |
|    | Sverige | MF  | Dzenis Kozica (från IFK Värnamo)            |
|    | Norge   | A   | Johan Gulliksen (från Fram Larvik)          |
|    | Nigeria | MF  | Moses Ogbu (från IK Sirius)                 |
|    | Norge   | MF  | Stian Aasmundsen (från Mjøndalen)           |
|    | Polen   | A   | Pawel Cibicki (Inlånad från Malmö FF)       |
|    | Spanien | F   | Alex Portillo (från Marbella)               |
| 20 | Sverige | A   | Markus Tegebäck (Uppflyttad från U19-laget) |

| Nr | Land     | Pos | Namn                                                      |
| -- | -------- | --- | --------------------------------------------------------- |
| 7  | Sverige  | MF  | Ronny Sabo (till Degerfors IF)                            |
| 6  | Sverige  | A   | Fredrik Olsson (till Halmstads BK)                        |
|    | Sverige  | F   | Amer Eriksson Ibragic (till Husqvarna FF)                 |
|    | Norge    | A   | Johan Gulliksen (Klubb ej klar)                           |
| 21 | Sverige  | MF  | Sebastian Holmqvist (Utlånad till Nest-Sotra)             |
| 19 | Ryssland | A   | Kirill Laptev (Klubb ej klar)                             |
| 4  | Sverige  | F   | Max Watson (Utlånad till Norrby IF)                       |
| 10 | Sverige  | MF  | Tim Söderström (Återvänder efter lån från Djurgårdens IF) |

| Nr | Land     | Pos | Namn                                                      |
| -- | -------- | --- | --------------------------------------------------------- |
| 7  | Sverige  | MF  | Ronny Sabo (till Degerfors IF)                            |
| 6  | Sverige  | A   | Fredrik Olsson (till Halmstads BK)                        |
|    | Sverige  | F   | Amer Eriksson Ibragic (till Husqvarna FF)                 |
|    | Norge    | A   | Johan Gulliksen (Klubb ej klar)                           |
| 21 | Sverige  | MF  | Sebastian Holmqvist (Utlånad till Nest-Sotra)             |
| 19 | Ryssland | A   | Kirill Laptev (Klubb ej klar)                             |
| 4  | Sverige  | F   | Max Watson (Utlånad till Norrby IF)                       |
| 10 | Sverige  | MF  | Tim Söderström (Återvänder efter lån från Djurgårdens IF) |

### Kalmar FF
| Nr | Land    | Pos | Namn                                                             |
| -- | ------- | --- | ---------------------------------------------------------------- |
|    | Sverige | F   | Sebastian Starke Hedlund (från GAIS)                             |
|    | Uganda  | A   | Lumala Abdu (från Mjällby AIF)                                   |
|    | Chile   | F   | Marko Biskupovic (från Universidad Católica)                     |
|    | Sverige | MF  | Herman Hallberg (Uppflyttad från U19-laget)                      |
|    | Sverige | F   | Adel Ziarat (Uppflyttad från U19-laget)                          |
|    | Sverige | A   | Pär Ericsson (Återvänder efter lån till Örebro SK)               |
|    | Sverige | MV  | Lucas Hägg Johansson (Återvänder efter lån till Oskarshamns AIK) |

| Nr | Land    | Pos | Namn                                                             |
| -- | ------- | --- | ---------------------------------------------------------------- |
|    | Sverige | F   | Sebastian Starke Hedlund (från GAIS)                             |
|    | Uganda  | A   | Lumala Abdu (från Mjällby AIF)                                   |
|    | Chile   | F   | Marko Biskupovic (från Universidad Católica)                     |
|    | Sverige | MF  | Herman Hallberg (Uppflyttad från U19-laget)                      |
|    | Sverige | F   | Adel Ziarat (Uppflyttad från U19-laget)                          |
|    | Sverige | A   | Pär Ericsson (Återvänder efter lån till Örebro SK)               |
|    | Sverige | MV  | Lucas Hägg Johansson (Återvänder efter lån till Oskarshamns AIK) |

| Nr | Land     | Pos | Namn                                              |
| -- | -------- | --- | ------------------------------------------------- |
| 80 | Serbien  | F   | Nenad Djordjević (till IFK Berga)                 |
| 18 | Norge    | MF  | Tor Öyvind Hovda (till Sarpsborg 08)              |
| 4  | Sverige  | F   | Ludvig Öhman (till Nagoya Grampus)                |
| 25 | Sverige  | MF  | Peter Westberg (till Brumunddal)                  |
| 77 | Norge    | MV  | Lars Cramer (till Ålesund)                        |
| 3  | Sverige  | F   | Marcus Nilsson (till Fleetwood Town)              |
|    | Zimbabwe | MF  | Archford Gutu (till CAPS United)                  |
| 22 | Sverige  | MF  | Måns Olström (Utlånad till Oskarshamns AIK)       |
|    | Sverige  | F   | Pontus Fredriksson (Utlånad till Oskarshamns AIK) |
| 31 | Sverige  | F   | Sebastian Ramhorn (Utlånad till Åtvidabergs FF)   |
| 33 | Sverige  | F   | Johan Ramhorn (Utlånad till GAIS)                 |

| Nr | Land     | Pos | Namn                                              |
| -- | -------- | --- | ------------------------------------------------- |
| 80 | Serbien  | F   | Nenad Djordjević (till IFK Berga)                 |
| 18 | Norge    | MF  | Tor Öyvind Hovda (till Sarpsborg 08)              |
| 4  | Sverige  | F   | Ludvig Öhman (till Nagoya Grampus)                |
| 25 | Sverige  | MF  | Peter Westberg (till Brumunddal)                  |
| 77 | Norge    | MV  | Lars Cramer (till Ålesund)                        |
| 3  | Sverige  | F   | Marcus Nilsson (till Fleetwood Town)              |
|    | Zimbabwe | MF  | Archford Gutu (till CAPS United)                  |
| 22 | Sverige  | MF  | Måns Olström (Utlånad till Oskarshamns AIK)       |
|    | Sverige  | F   | Pontus Fredriksson (Utlånad till Oskarshamns AIK) |
| 31 | Sverige  | F   | Sebastian Ramhorn (Utlånad till Åtvidabergs FF)   |
| 33 | Sverige  | F   | Johan Ramhorn (Utlånad till GAIS)                 |

### Malmö FF
| Nr | Land    | Pos | Namn                                                      |
| -- | ------- | --- | --------------------------------------------------------- |
| 7  | Danmark | MF  | Anders Christiansen (från Chievo Verona)                  |
| 24 | Island  | A   | Vidar Örn Kjartansson (från Jiangsu Suning)               |
| 33 | Sverige | A   | Teddy Bergqvist (Uppflyttad från U19-laget)               |
|    | Sverige | MF  | Piotr Johansson (Återvänder efter lån till Ängelholms FF) |

| Nr | Land    | Pos | Namn                                                      |
| -- | ------- | --- | --------------------------------------------------------- |
| 7  | Danmark | MF  | Anders Christiansen (från Chievo Verona)                  |
| 24 | Island  | A   | Vidar Örn Kjartansson (från Jiangsu Suning)               |
| 33 | Sverige | A   | Teddy Bergqvist (Uppflyttad från U19-laget)               |
|    | Sverige | MF  | Piotr Johansson (Återvänder efter lån till Ängelholms FF) |

| Nr | Land     | Pos | Namn                                               |
| -- | -------- | --- | -------------------------------------------------- |
|    | Sverige  | MV  | Sixten Mohlin (Utlånad till Kristianstads FF)      |
|    | Sverige  | MF  | Amin Nazari (till Falkenbergs FF)                  |
|    | Sverige  | F   | Alexander Blomqvist (till Trelleborgs FF)          |
| 7  | Sverige  | MF  | Simon Kroon (till Sønderjyske)                     |
| 24 | Sverige  | F   | Mahmut Özen (till Adana Demirspor)                 |
| 18 | Sverige  | MF  | Petar Petrovic (till Ängelholms FF)                |
| 15 | Polen    | A   | Pawel Cibicki (Utlånad till Jönköpings Södra)      |
|    | Sverige  | F   | Johan Hammar (till Örgryte IS)                     |
|    | Ghana    | A   | Benjamin Fadi (till FK Karlskrona)                 |
| 11 | Albanien | A   | Agon Mehmeti (till Stabæk)                         |
| 27 | Sverige  | MV  | Zlatan Azinovic (Utlånad till Ängelholms FF)       |
| 14 | Sverige  | MF  | Erik Anderssonn (Utlånad till Trelleborgs FF)      |
| 28 | Serbien  | A   | Nikola Đurđić (Återvänder efter lån från Augsburg) |

| Nr | Land     | Pos | Namn                                               |
| -- | -------- | --- | -------------------------------------------------- |
|    | Sverige  | MV  | Sixten Mohlin (Utlånad till Kristianstads FF)      |
|    | Sverige  | MF  | Amin Nazari (till Falkenbergs FF)                  |
|    | Sverige  | F   | Alexander Blomqvist (till Trelleborgs FF)          |
| 7  | Sverige  | MF  | Simon Kroon (till Sønderjyske)                     |
| 24 | Sverige  | F   | Mahmut Özen (till Adana Demirspor)                 |
| 18 | Sverige  | MF  | Petar Petrovic (till Ängelholms FF)                |
| 15 | Polen    | A   | Pawel Cibicki (Utlånad till Jönköpings Södra)      |
|    | Sverige  | F   | Johan Hammar (till Örgryte IS)                     |
|    | Ghana    | A   | Benjamin Fadi (till FK Karlskrona)                 |
| 11 | Albanien | A   | Agon Mehmeti (till Stabæk)                         |
| 27 | Sverige  | MV  | Zlatan Azinovic (Utlånad till Ängelholms FF)       |
| 14 | Sverige  | MF  | Erik Anderssonn (Utlånad till Trelleborgs FF)      |
| 28 | Serbien  | A   | Nikola Đurđić (Återvänder efter lån från Augsburg) |

### Örebro SK
| Nr | Land    | Pos | Namn                                              |
| -- | ------- | --- | ------------------------------------------------- |
|    | USA     | F   | Brendan Hines-Ike (från University South Florida) |
|    | Sverige | F   | Michael Almebäck (från Brøndby)                   |
|    | Sverige | MF  | Maic Sema (från AEL Limassol)                     |
|    | Sverige | A   | Jonathan Lundberg (Uppflyttad från U19-laget)     |

| Nr | Land    | Pos | Namn                                              |
| -- | ------- | --- | ------------------------------------------------- |
|    | USA     | F   | Brendan Hines-Ike (från University South Florida) |
|    | Sverige | F   | Michael Almebäck (från Brøndby)                   |
|    | Sverige | MF  | Maic Sema (från AEL Limassol)                     |
|    | Sverige | A   | Jonathan Lundberg (Uppflyttad från U19-laget)     |

| Nr | Land      | Pos | Namn                                               |
| -- | --------- | --- | -------------------------------------------------- |
| 21 | Sverige   | F   | Christoffer Wiktorsson (till Degerfors IF)         |
| 23 | Ghana     | F   | Samuel Mensah (till Östersunds FK)                 |
| 11 | Sverige   | A   | Marcus Pode (till Trelleborgs FF)                  |
| 3  | Sydafrika | F   | Ayanda Nkili (Klubb ej klar)                       |
| 32 | Sverige   | A   | Christer Lipovac (till Karlslunds IF)              |
| 27 | Island    | F   | Eidur Sigurbjörnsson (till Holstein Kiel)          |
|    | Sverige   | MF  | Lukman Murad (till BK Forward)                     |
|    | Frankrike | A   | Mozart Surville (Klubb ej klar)                    |
| 18 | Sverige   | A   | Pär Ericsson (Återvänder efter lån från Kalmar FF) |

| Nr | Land      | Pos | Namn                                               |
| -- | --------- | --- | -------------------------------------------------- |
| 21 | Sverige   | F   | Christoffer Wiktorsson (till Degerfors IF)         |
| 23 | Ghana     | F   | Samuel Mensah (till Östersunds FK)                 |
| 11 | Sverige   | A   | Marcus Pode (till Trelleborgs FF)                  |
| 3  | Sydafrika | F   | Ayanda Nkili (Klubb ej klar)                       |
| 32 | Sverige   | A   | Christer Lipovac (till Karlslunds IF)              |
| 27 | Island    | F   | Eidur Sigurbjörnsson (till Holstein Kiel)          |
|    | Sverige   | MF  | Lukman Murad (till BK Forward)                     |
|    | Frankrike | A   | Mozart Surville (Klubb ej klar)                    |
| 18 | Sverige   | A   | Pär Ericsson (Återvänder efter lån från Kalmar FF) |

### Östersunds FK
| Nr | Land     | Pos | Namn                                  |
| -- | -------- | --- | ------------------------------------- |
|    | Sverige  | F   | Gabriel Somi (från Syrianska FC)      |
|    | Sverige  | F   | Ronald Mukiibi (från BK Häcken)       |
|    | Ghana    | F   | Samuel Mensah (från Örebro SK)        |
|    | Sverige  | MF  | Saman Ghoddos (från Syrianska FC)     |
|    | Sverige  | MF  | Ken Sema (från Ljungskile SK)         |
|    | Nigeria  | A   | Alhaji Gero (från Viborg)             |
|    | Etiopien | F   | Walid Atta (från Gençlerbirliği)      |
|    | England  | MV  | Jamal Blackman (Inlånad från Chelsea) |

| Nr | Land     | Pos | Namn                                  |
| -- | -------- | --- | ------------------------------------- |
|    | Sverige  | F   | Gabriel Somi (från Syrianska FC)      |
|    | Sverige  | F   | Ronald Mukiibi (från BK Häcken)       |
|    | Ghana    | F   | Samuel Mensah (från Örebro SK)        |
|    | Sverige  | MF  | Saman Ghoddos (från Syrianska FC)     |
|    | Sverige  | MF  | Ken Sema (från Ljungskile SK)         |
|    | Nigeria  | A   | Alhaji Gero (från Viborg)             |
|    | Etiopien | F   | Walid Atta (från Gençlerbirliği)      |
|    | England  | MV  | Jamal Blackman (Inlånad från Chelsea) |

| Nr | Land                    | Pos | Namn                                     |
| -- | ----------------------- | --- | ---------------------------------------- |
| 13 | Slovakien               | F   | Tomáš Peciar (Klubb ej klar)             |
| 18 | Sverige                 | MF  | Linus Sjöberg (till Västerås SK)         |
| 2  | England                 | F   | James Sinclair (till GAIS)               |
| 3  | Sverige                 | F   | Kujtim Bala (till IK Sirius)             |
| 15 | Bosnien och Hercegovina | A   | Dragan Kapcevic (till IK Sirius)         |
|    | Sydkorea                | MF  | Seon-Min Moon (till Djurgårdens IF)      |
| 20 | Sverige                 | F   | Jonathan Azulay (till Degerfors IF)      |
|    | England                 | A   | Taylor Morgan (till Tulsa Roughnecks)    |
| 17 | Sverige                 | A   | Grace Tanda (till Skellefteå FF)         |
| 10 | Sverige                 | A   | Hosam Aiesh (Utlånad till Varbergs BoIS) |

| Nr | Land                    | Pos | Namn                                     |
| -- | ----------------------- | --- | ---------------------------------------- |
| 13 | Slovakien               | F   | Tomáš Peciar (Klubb ej klar)             |
| 18 | Sverige                 | MF  | Linus Sjöberg (till Västerås SK)         |
| 2  | England                 | F   | James Sinclair (till GAIS)               |
| 3  | Sverige                 | F   | Kujtim Bala (till IK Sirius)             |
| 15 | Bosnien och Hercegovina | A   | Dragan Kapcevic (till IK Sirius)         |
|    | Sydkorea                | MF  | Seon-Min Moon (till Djurgårdens IF)      |
| 20 | Sverige                 | F   | Jonathan Azulay (till Degerfors IF)      |
|    | England                 | A   | Taylor Morgan (till Tulsa Roughnecks)    |
| 17 | Sverige                 | A   | Grace Tanda (till Skellefteå FF)         |
| 10 | Sverige                 | A   | Hosam Aiesh (Utlånad till Varbergs BoIS) |

## Övrigt
För övergångar i Superettan se Lista över fotbollsövergångar i Superettan vintern 2015/2016.